# Gammelskat
Gammelskat var en dansk jordskatt som uttogs från 1844 med ett fast belopp för varje tunna hartkorn (5 500 m²) efter den gamla skattläggningen av 1688, medan landskatten beräknades efter den nya skattläggningen av 1840. Sedan 1850 utgick skatten med ett fast belopp på 13 kronor och 67 öre för tunna hartkorn utom på Bornholm, där den var 4 kronor för varje tunna bornholmskt hartkorn. Skatten inbringade, efter att 1867 ha utsträckts till de forna slesvigska distrikten Ribe härad, Nørre Tyrstrups härad och Ærø, till statskassan årligen 5 miljoner kronor. Vid skattereformen 1902 beslöts, att den skulle upphöra och ersättas av en "ejendomsskyld" (fastighetsbevillning). Den utgjordes under finansåret 1903-1904 med hela, 1904-1905 med halva beloppet och upphörde sedan.